# Nycticorax
Nycticorax är ett fågelsläkte i familjen hägrar inom ordningen pelikanfåglar: Släktet omfattar sex arter med utbredning i större delen av världen utom Australien och Afrika söder om Sahara, varav fyra av arterna förekom i Maskarenerna samt på Ascension i Atlanten men är nu alla utdöda:
- Natthäger (N. nycticorax)
- Ascensionnatthäger (N. olsoni) – utdöd
- Réunionnatthäger (N. duboisi) – utdöd
- Mauritiusnatthäger (N. mauritianus) – utdöd
- Rodriguesnatthäger (N. megacephalus) – utdöd
- Rostnatthäger (N. caledonicus)

Ytterligare en art finns beskriven som dog ut tidigare under holocen, niuenatthäger (Nycticorax kalavikai).